# Kostel svatého Bartoloměje (Praha)
Kostel svatého Bartoloměje v Praze je vrcholně barokní kostel na Starém Městě v Praze 1. Kostel zasvěcený apoštolu sv. Bartoloměji se nachází poblíž zaniklých středověkých městských hradeb v dnešní Bartolomějské ulici. Kostel byl postaven v letech 1726–1731 podle návrhu architekta Kiliána Ignáce Dientzenhofera.

## Dějiny
V místě současného kostela bývalo ve středověku sídlo prostitutek, zvané Benátky, v dobách panování Karla IV. v roce 1372 Janem Milíčem z Kroměříže přeměněné na Jeruzalém, kazatelskou školu a útočiště kajících se prostitutek k jejich nápravě. V roce 1374 byl dům přestavěn na cisterciáckou kolej u svatého Bernarda, zvanou Bernardinum.
Za husitských válek se Jeruzalém rozpadl a do 17. století se vystřídalo několik jednotlivých světských majitelů objektu. Po polovině 17. století připadl zdejší majetek jezuitům, kteří zde započali se stavbou kaple, která však shořela při požáru čtvrti v roce 1678. Jezuitský kostel, postavený na ruinách kaple a vysvěcený roku 1731, přestal svému účelu sloužit po zrušení řádu jezuitů roku 1773 za josefínských reforem a přešel do majetku státu. Obrazy z bočních oltářů sv. Jana Nepomuckého od Václava Vavřince Reinera a Ukřižování od Petra Brandla byly prodány. První se dnes nachází v depozitáři NPÚ v Kutné Hoře a druhý byl umístěn do kostela v Dolním Slivně.
V letech 1853 až 1949 byl kostel v držení Kongregace Šedých sester III. řádu sv. Františka, kterým byl po komunistickém puči zabaven a v době komunismu byl využíván jako skladiště a postupně chátral. V Bartolomějské ulici, nesoucí jméno kostela, v době totality sídlila nechvalně známá Státní bezpečnost, dnes je zde sídlo policie a kriminální policie.
Po pádu komunismu byl kostel a klášter navrácen v roce 1995 šedým sestrám, v současné době tento objekt obývá 15 sester

## Popis
Nejméně výraznou částí kostela je zalomená fasáda do Bartolomějské ulice. S výjimkou jednoduchého portálu neobsahuje dekorativní prvky, jen několik typů jednoduše rámovaných barokních oken.
Nevelký interiér kostela postaveného na nepravidelném půdorysu je náročně architektonicky členěn a také svou dekorativností s využitím umělého mramoru a zlacení silně kontrastuje s uliční fasádou. Poškozené nástropní fresky, nad lodí s tématem mučení sv. Bartoloměje, jsou dílem Václava Vavřince Reinera.
Mimořádné je řešení dvorní fasády kostela, přístupné přes budovu dopravní fakulty ČVUT z Konviktské ulice. Fasáda vytváří monumentální průčelí nádvoří, její řešení částečně navazuje na sousední starší, jednodušší barokní stavby. Naopak je nezávislá na interiéru kostela, k čemuž si dopomáhá šikmými špaletami oken. Vedle skutečných a slepých oken je fasáda ve výklencích a na atice zdobena sochami dvanácti apoštolů, Krista a Panny Marie z dílny Matěje Václava Jäckla.

## Galerie

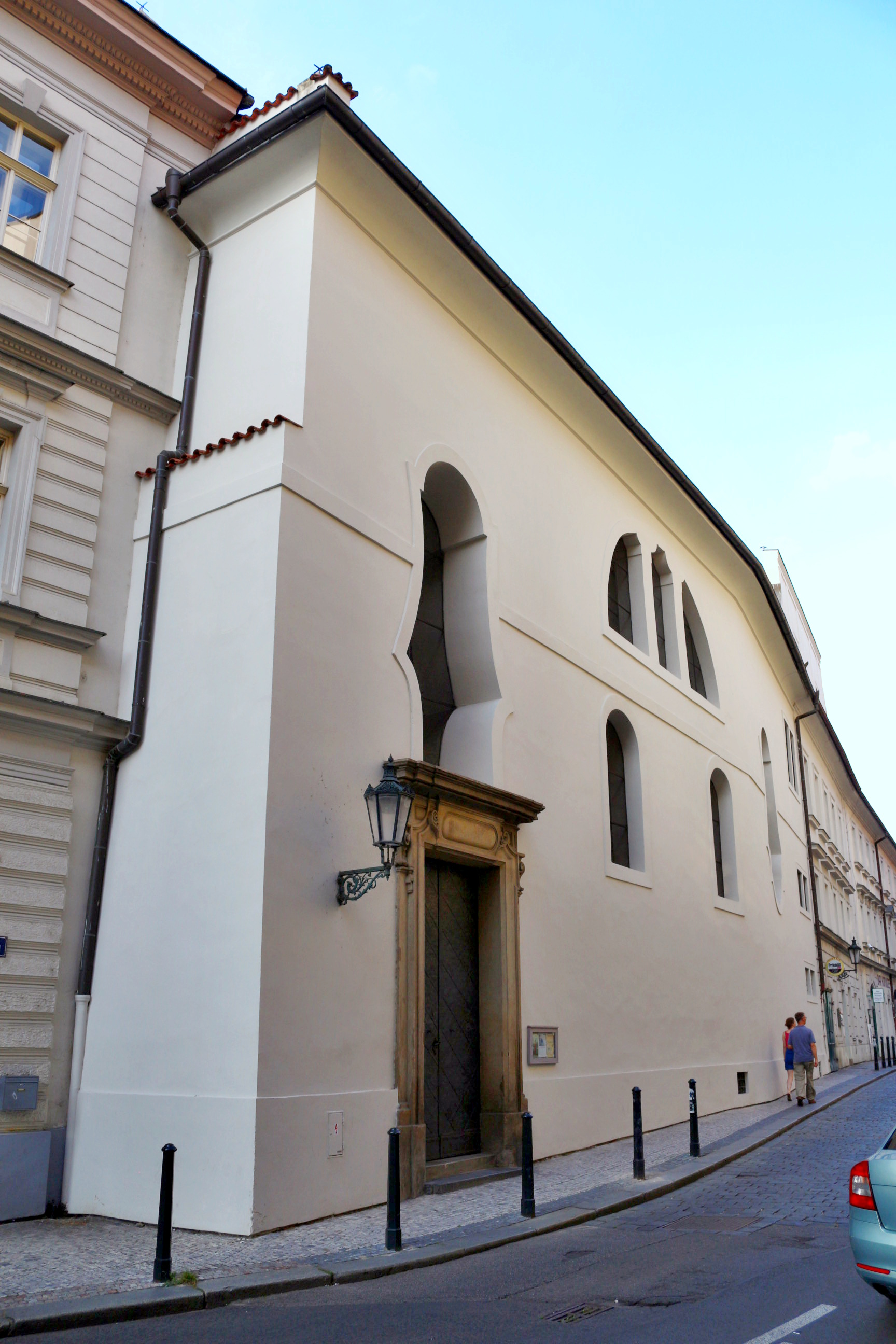
Vstup do kostela a prostá fasáda v Bartolomějské ulici
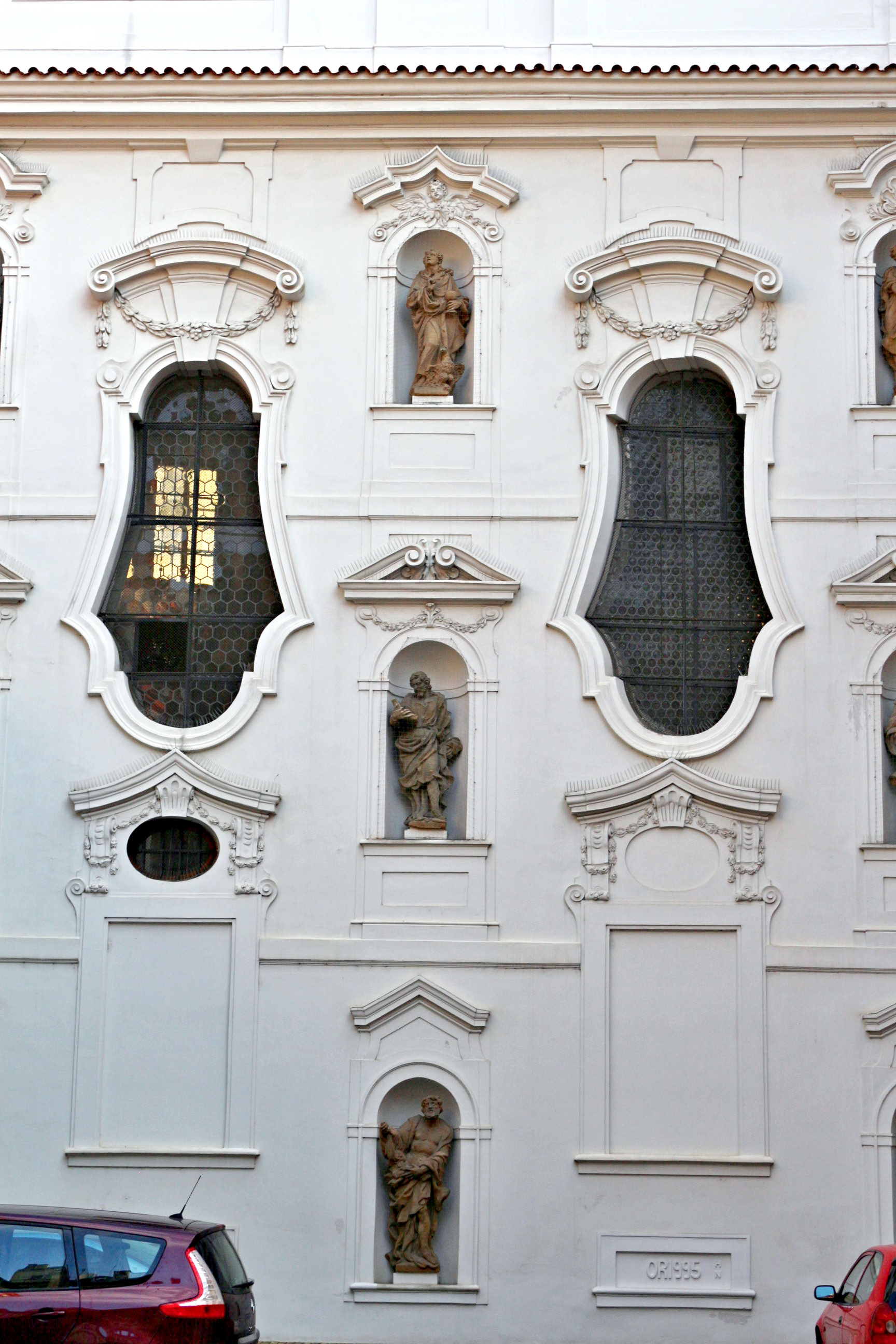
Bohatě zdobená fasáda z vnitřní strany nádovří
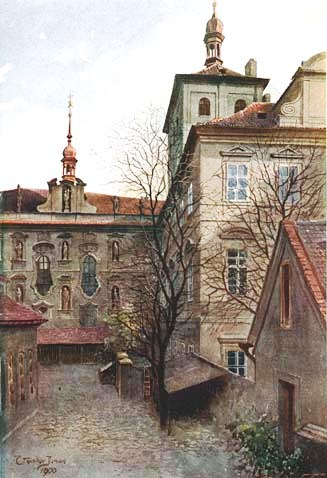
Výjimečně řešená, bohatě zdobená dvorní fasáda na obraze V. Jansy (v pozadí)